# Phare de Tossens (arrière)
Le phare de Tossens (en allemand : Leuchtturm Tossens Oberfeuer) est un phare actif situé à Tossens, sur la péninsule de Butjadingen (Arrondissement de Wesermarsch - Basse-Saxe), en Allemagne.
Il est géré par la WSV de Wilhelmshaven .

## Histoire
Le phare arrière de Tossens  a été construit entre 1986 et 1988 sur la péninsule de Butjadingen, à l'est de la baie de Jade. Il a remplacé l'ancien feu arrière  de 1971. Ce feu arrière directionnel, conjointement avec le phare de Tossens (avant), guide les navires vers le port de Wilhelmshaven. Il est situé à 3 km au sud de Tossens.

## Description
Le phare  est une tour cylindrique en béton armé de 54,50 m de haut et 3,50 m de diamètre, avec triple galerie et lanterne. La tour est peinte en rouge avec deux bandes blanches. Son feu isophase émet, à une hauteur focale de 52 m, un éclat blanc de 4,5 secondes par période de 6 secondes. Sa portée est de 20 milles nautiques (environ 37 km).
Il possède un Système d'identification automatique pour la navigation maritime et un radar Racon émettant la lettre T en morse audible jusqu'à 18 milles nautiques (environ 33 km).
Identifiant : ARLHS : FED-239 - Amirauté : B1134.1 - NGA : 10248.1.

## Caractéristiques dufeu maritime
Fréquence : 6 secondes (W)
- Lumière : 4,5 secondes
- Obscurité : 1,5 seconde

|                |
| Le phare avant |

|                  |
| Le phare arrière |

### Lien connexe
- Liste des phares en Allemagne